# خوسيه راميريز
خوسيه راميريز (بالإسبانية: José Carlos Ramírez)‏ مواليد 12 أغسطس 1992 في أفينال، الولايات المتحدة، هو ملاكم محترف أمريكي يصنف ضمن فئة وزن خفيف الوسط. شارك في دورة الألعاب الأولمبية الصيفية سنة 2012.

## إحصائيات
خاض خلال مسيرته 28 نزالا، فاز في 27 ولم يخسر. فاز بالضربة القاضية في 17 نزالا.

## روابط خارجية
- خوسيه راميريز على موقع بوكس ريك (الإنجليزية) (registration required)
- خوسيه راميريز على موقع اللجنة الأولمبية الدولية (الإنجليزية)
- خوسيه راميريز على موقع أوليمبيديا (الإنجليزية)